# Ringerike
Ringerike es un municipio de la provincia de Buskerud, Noruega. Es parte del distrito tradicional de Ringerike. Tiene una superficie de 1555 km², una población de 29 712 habitantes en 2015 y su centro administrativo es la ciudad de Hønefoss.
Durante la era vikinga, este territorio constituía el reino de Ringerike.